# 61. Międzynarodowy Festiwal Filmowy w Wenecji
61. Międzynarodowy Festiwal Filmowy w Wenecji odbył się w dniach 1−11 września 2004 roku. Imprezę otworzył pokaz amerykańskiego filmu Terminal w reżyserii Stevena Spielberga. W konkursie głównym zaprezentowano 22 filmy pochodzące z 13 różnych krajów.
Jury pod przewodnictwem brytyjskiego reżysera Johna Boormana przyznało nagrodę główną festiwalu, Złotego Lwa, brytyjskiemu filmowi Vera Drake w reżyserii Mike’a Leigh. Drugą nagrodę w konkursie głównym, Grand Prix Jury, przyznano hiszpańskiemu filmowi W stronę morza w reżyserii Alejandra Amenábara.
Honorowego Złotego Lwa za całokształt twórczości odebrali amerykański reżyser Stanley Donen i nestor portugalskiego kina Manoel de Oliveira. Galę otwarcia i zamknięcia festiwalu prowadziła włoska aktorka Claudia Gerini.

## Członkowie jury

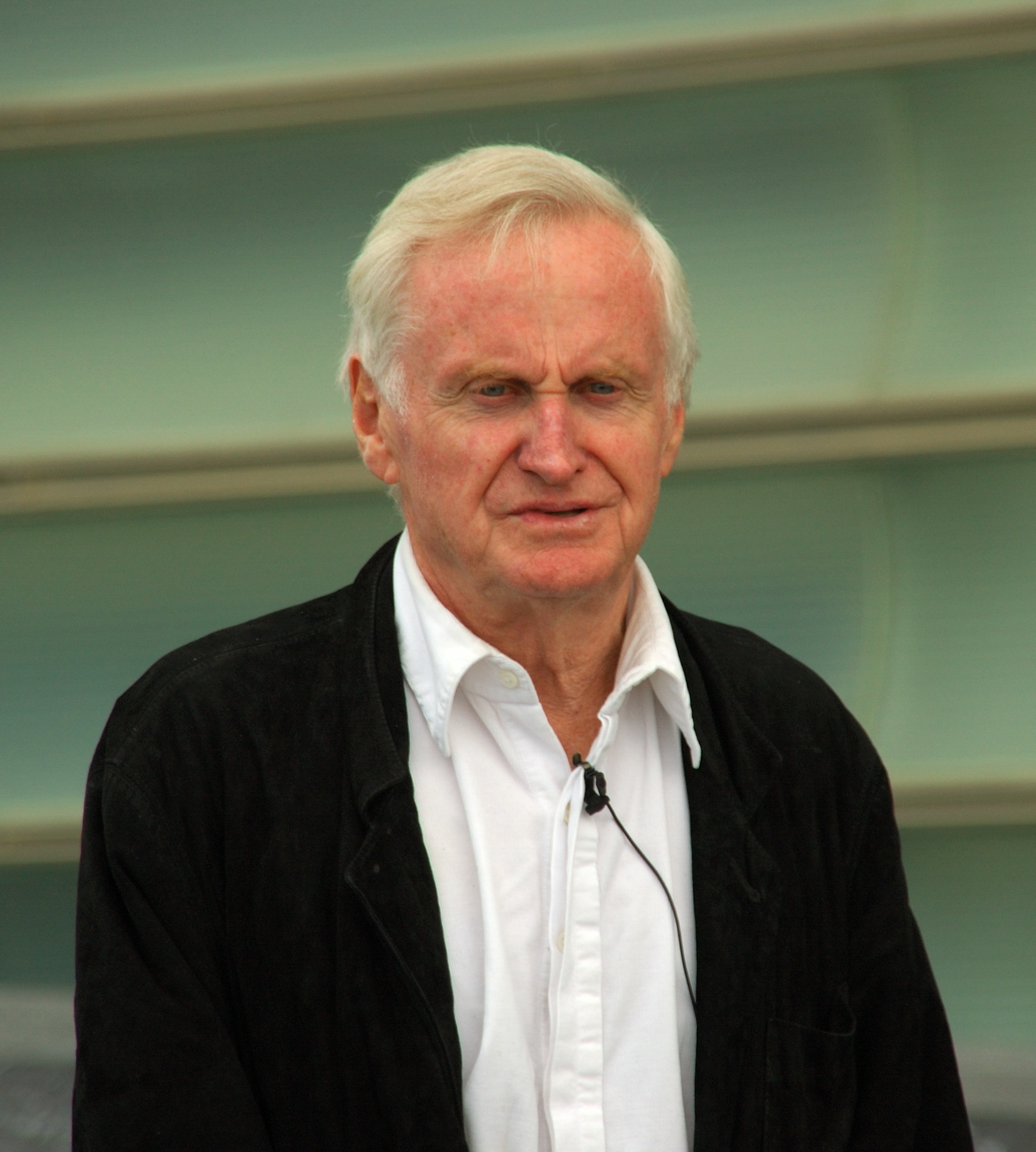
Przewodniczący jury konkursu głównego John Boorman.

### Konkurs główny
- John Boorman, brytyjski reżyser − przewodniczący jury[8][9]
- Wolfgang Becker, niemiecki reżyser
- Mimmo Calopresti, włoski reżyser
- Hsu Feng, hongkońska aktorka
- Scarlett Johansson, amerykańska aktorka
- Spike Lee, amerykański reżyser
- Dušan Makavejev, serbski reżyser
- Helen Mirren, brytyjska aktorka
- Pietro Scalia, włoski montażysta filmowy

### Sekcja „Horyzonty”
- Nicolas Philibert, francuski reżyser − przewodniczący jury
- Brian Helgeland, amerykański scenarzysta
- Fiorella Infascelli, włoska reżyserka

### Nagroda im. Luigiego De Laurentiisa
- Mike Figgis, brytyjski reżyser − przewodniczący jury
- Shôzô Ichiyama, japoński producent filmowy
- Claire Simon, francuska reżyserka

## Selekcja oficjalna

### Otwarcie i zamknięcie festiwalu
|             | Tytuł    | Reżyseria        | Kraj produkcji    |
| ----------- | -------- | ---------------- | ----------------- |
| Otwierający | Terminal | Steven Spielberg | Stany Zjednoczone |
| Zamykający  | Steamboy | Katsuhiro Ōtomo  | Japonia           |

### Konkurs główny
Następujące filmy zostały wyselekcjonowane do udziału w konkursie głównym o Złotego Lwa:
| Tytuł polski                      | Tytuł oryginalny                    | Reżyseria            | Kraj produkcji    |
| --------------------------------- | ----------------------------------- | -------------------- | ----------------- |
| 5x2 pięć razy we dwoje            | 5x2                                 | François Ozon        | Francja           |
| Pusty dom                         | 빈집 Bin-jip                        | Kim Ki-duk           | Korea Południowa  |
| Narodziny                         | Birth                               | Jonathan Glazer      | Wielka Brytania   |
| Klucze do domu                    | Le chiavi di casa                   | Gianni Amelio        | Włochy            |
| Delivery                          | Delivery                            | Nikos Panayotopoulos | Grecja            |
| Low Life                          | 하류인생 Haryu insaeng              | Im Kwon-taek         | Korea Południowa  |
| Ruchomy zamek Hauru               | ハウルの動く城 Hauru no ugoku shiro | Hayao Miyazaki       | Japonia           |
| Intruz                            | L’intrus                            | Claire Denis         | Francja           |
| Café Lumière                      | 珈琲時光 Kôhî jikô                  | Hou Hsiao-hsien      | Japonia           |
| Kraina obfitości                  | Land of Plenty                      | Wim Wenders          | Stany Zjednoczone |
| Pracując powoli                   | Lavorare con lentezza               | Guido Chiesa         | Włochy            |
| W stronę morza                    | Mar adentro                         | Alejandro Amenábar   | Hiszpania         |
| Nowe życie                        | Ovunque sei                         | Michele Placido      | Włochy            |
| Palindromy                        | Palindromes                         | Todd Solondz         | Stany Zjednoczone |
| Hotel "Ziemia Obiecana"           | הארץ המובטחת Promised Land          | Amos Gitaj           | Izrael            |
| Królowie i królowa                | Rois et reine                       | Arnaud Desplechin    | Francja           |
| Bezpańskie psy                    | سگ‌های ولگرد Sag-haye velgard        | Marzieh Makhmalbaf   | Iran              |
| Świat                             | 世界 Shijie                         | Jia Zhangke          | Chiny             |
| Cała zima bez ognia               | Tout un hiver sans feu              | Greg Zgliński        | Szwajcaria        |
| Zdalny dostęp                     | Удалённый доступ Udaljonnyj dostup  | Swietłana Proskurina | Rosja             |
| Vanity Fair. Targowisko próżności | Vanity Fair                         | Mira Nair            | Wielka Brytania   |
| Vera Drake                        | Vera Drake                          | Mike Leigh           | Wielka Brytania   |

### Pokazy pozakonkursowe
Następujące filmy zostały wyświetlone na festiwalu w ramach pokazów pozakonkursowych i specjalnych:
| Tytuł polski                                                           | Tytuł oryginalny                                                       | Reżyseria                                                | Kraj produkcji    |
| ---------------------------------------------------------------------- | ---------------------------------------------------------------------- | -------------------------------------------------------- | ----------------- |
| Włoski romans                                                          | L'amore ritrovato                                                      | Carlo Mazzacurati                                        | Włochy            |
| Zakładnik                                                              | Collateral                                                             | Michael Mann                                             | Stany Zjednoczone |
| Come inguaiammo il cinema italiano – La vera storia di Franco e Ciccio | Come inguaiammo il cinema italiano – La vera storia di Franco e Ciccio | Daniele Ciprì i Franco Maresco                           | Włochy            |
| Druhna                                                                 | La demoiselle d’honneur                                                | Claude Chabrol                                           | Francja           |
| Eros                                                                   | Eros                                                                   | Michelangelo Antonioni, Wong Kar-Wai i Steven Soderbergh | Włochy            |
| Marzyciel                                                              | Finding Neverland                                                      | Marc Forster                                             | Stany Zjednoczone |
| Kandydat                                                               | The Manchurian Candidate                                               | Jonathan Demme                                           | Stany Zjednoczone |
| Kupiec wenecki                                                         | The Merchant of Venice                                                 | Michael Radford                                          | Wielka Brytania   |
| Stroiciel                                                              | Настройщик Nastrojszczik                                               | Kira Muratowa                                            | Ukraina           |
| Piąte imperium                                                         | O Quinto Império - Ontem Como Hoje                                     | Manoel de Oliveira                                       | Portugalia        |
| Il resto di niente                                                     | Il resto di niente                                                     | Antonietta De Lillo                                      | Włochy            |
| Rybki z ferajny                                                        | Shark Tale                                                             | Bibo Bergeron, Vicky Jenson i Rob Letterman              | Stany Zjednoczone |
| Ona mnie nienawidzi                                                    | She Hate Me                                                            | Spike Lee                                                | Stany Zjednoczone |
| Steamboy                                                               | スチームボーイ Suchîmubôi                                              | Katsuhiro Ōtomo                                          | Japonia           |
| Terminal                                                               | The Terminal                                                           | Steven Spielberg                                         | Stany Zjednoczone |
| Rzut na matę                                                           | 柔道龍虎榜 Yau doh lung fu bong                                        | Johnnie To                                               | Hongkong          |

### Sekcja „Horyzonty”
Następujące filmy zostały wyświetlone na festiwalu w ramach sekcji „Horyzonty”:
| Tytuł polski                 | Tytuł oryginalny              | Reżyseria         | Kraj produkcji    |
| ---------------------------- | ----------------------------- | ----------------- | ----------------- |
| Agnes i jego bracia          | Agnes und seine Brüder        | Oskar Roehler     | Niemcy            |
| Ambasadorzy szukają ojczyzny | Ambasadori, cautam patrie     | Mircea Daneliuc   | Rumunia           |
| Criminal – Wielki przekręt   | Criminal                      | Gregory Jacobs    | Stany Zjednoczone |
| Uśpione dziecko              | الطفل النائم L’enfant endormi | Yasmine Kassari   | Maroko            |
| Rodzina na kółkach           | Familia rodante               | Pablo Trapero     | Argentyna         |
| Żona Gillesa                 | La femme de Gilles            | Frédéric Fonteyne | Belgia            |
| Izo                          | Izo                           | Takashi Miike     | Japonia           |
| Zuluski list miłosny         | Lettre d’amour zoulou         | Ramadan Suleman   | Południowa Afryka |
| Lokatorka                    | A Love Song for Bobby Long    | Shainee Gabel     | Stany Zjednoczone |
| Trzy pokoje melancholii      | Melancholian 3 huonetta       | Pirjo Honkasalo   | Finlandia         |
| Świat nie jest taki zły      | Un mundo menos peor           | Alejandro Agresti | Argentyna         |
| Zły dotyk                    | Mysterious Skin               | Gregg Araki       | Stany Zjednoczone |
| Wnuki                        | Les petits fils               | Ilan Duran Cohen  | Francja           |
| Ci, którzy powrócili         | Les revenants                 | Robin Campillo    | Francja           |
| Saimir                       | Saimir                        | Francesco Munzi   | Włochy            |
| Stryker                      | Stryker                       | Noam Gonick       | Kanada            |
| Widzę to w twoich oczach     | Te lo leggo negli occhi       | Valia Santella    | Włochy            |
| Wiatr od ziemi               | Vento di terra                | Vincenzo Marra    | Włochy            |
| Vital                        | ヴィタール Vital              | Shin’ya Tsukamoto | Japonia           |
| Yesterday                    | Yesterday                     | Darrell Roodt     | Południowa Afryka |

## Laureaci nagród

### Konkurs główny
Złoty Lew
- Vera Drake, reż. Mike Leigh

Grand Prix Jury
- W stronę morza, reż. Alejandro Amenábar

Srebrny Lew dla najlepszego reżysera
- Kim Ki-duk − Pusty dom

Puchar Volpiego dla najlepszej aktorki
- Imelda Staunton − Vera Drake

Puchar Volpiego dla najlepszego aktora
- Javier Bardem − W stronę morza

Złota Osella za wybitne osiągnięcie techniczne
- Studio Ghibli za animację w filmie Ruchomy zamek Hauru

Nagroda im. Marcello Mastroianniego dla początkującego aktora lub aktorki
- Marco Luisi i Tommaso Ramenghi − Pracując powoli

### Sekcja „Horyzonty”
Nagroda Główna za najlepszy film
- Wnuki, reż. Ilan Duran Cohen
  - Wyróżnienie Specjalne:  Wiatr od ziemi, reż. Vincenzo Marra

### Wybrane pozostałe nagrody
Nagroda im. Luigiego De Laurentiisa za najlepszy debiut reżyserski
- Wielka podróż, reż. Ismaël Ferroukhi
  - Wyróżnienie Specjalne:  Saimir, reż. Francesco Munzi

Srebrny Lew za najlepszy film krótkometrażowy w sekcji „Corto Cortissimo”
- Signe d’appartenance, reż. Kamel Cherif
  - Wyróżnienie Specjalne:  The Carpenter and His Clumsy Wife, reż. Peter Foott

Nagroda Publiczności w sekcji „Międzynarodowy Tydzień Krytyki”
- Wziąć sobie żonę, reż. Ronit Elkabetz i Szlomi Elkabetz

Nagroda Label Europa Cinemas dla najlepszego filmu europejskiego
- Koszmar Darwina, reż. Hubert Sauper

Nagroda FIPRESCI
- Konkurs główny:  Pusty dom, reż. Kim Ki-duk
- Sekcja „Horyzonty”:  Wiatr od ziemi, reż. Vincenzo Marra

Nagroda im. Francesco Pasinettiego (SNGCI – Narodowego Stowarzyszenia Włoskich Krytyków Filmowych)
- Najlepszy włoski film:  Klucze do domu, reż. Gianni Amelio
- Najlepszy włoski aktor:  Kim Rossi Stuart − Klucze do domu
- Najlepsza włoska aktorka:  Valeria Bruni Tedeschi − 5x2 pięć razy we dwoje
  - Wyróżnienie Specjalne za innowacyjność:  Wiatr od ziemi, reż. Vincenzo Marra

Nagroda SIGNIS (Międzynarodowej Organizacji Mediów Katolickich)
- Cała zima bez ognia, reż. Greg Zgliński
  - Wyróżnienie Specjalne:  Pusty dom, reż. Kim Ki-duk

Nagroda CICAE (Międzynarodowej Konfederacji Kin Studyjnych)
- Żona Gillesa, reż. Frédéric Fonteyne

Nagroda UNESCO
- Kraina obfitości, reż. Wim Wenders

Honorowy Złoty Lew za całokształt twórczości
- Stanley Donen
- Manoel de Oliveira